# Ngawang Jigme Dragpa
Ngawang Jigme Dragpa was een koning uit de Rinpung-dynastie die heerste over de regio Tsang in Tibet. Hij volgde zijn broer Döndrub Tseten Dorje op. Hij regeerde tot 1565.
- Virtual International Authority File: 1824156012375049700007